# Schwalldorf
Schwalldorf ist ein Stadtteil von Rottenburg am Neckar im Landkreis Tübingen in Baden-Württemberg (Deutschland).

## Geographie
Schwalldorf liegt etwa 7 km südwestlich von Rottenburg auf der Gäuhochfläche südlich des Neckartales. Der Höhenlage der Gemarkung erstreckt sich von 360 bis 492 Meter. Der Ort selbst liegt auf einer Höhe von etwa 470 Metern.

### Ausdehnung
Die Gemarkungsfläche des Ortes beträgt 581 ha. Davon entfallen 65,1 % auf landwirtschaftliche Fläche, 8,6 % auf Siedlungs- und Verkehrsfläche, 25,6 % auf Waldfläche und 0,7 % auf die übrige Nutzung.

### Nachbarorte
Folgende Orte grenzen an Schwalldorf, sie werden im Uhrzeigersinn beginnend im Norden genannt: Bad Niedernau, Weiler, Dettingen, Hirrlingen, Frommenhausen, Bieringen und Obernau (alle Landkreis Tübingen). Mit Ausnahme von Hirrlingen sind alle angrenzenden Orte Stadtteile von Rottenburg.

## Bevölkerung
Schwalldorf zählt mit einer Einwohnerzahl von 763 (Stand: Ende Juni 2013) zu den kleineren Stadtteilen Rottenburgs. Bei einer Fläche von 5,81 km² entspricht dies einer Bevölkerungsdichte von 136 Einwohnern pro Quadratkilometer.

## Religion
Der Ort ist überwiegend katholisch. Rund 100 Einwohner sind evangelischen Glaubens. Ein kleiner Teil ist konfessionslos oder gehört einer anderen Religion an. Ein evangelischer Gottesdienst findet jeden 4. Sonntag im Monat um 11 Uhr in der katholischen Pfarrkirche St. Andreas statt.

## Einwohnerentwicklung
| Jahr | Einwohner       |
| ---- | --------------- |
| 1581 | (geschätzt) 225 |
| 1764 | (geschätzt) 315 |
| 1771 | 364             |
| 1804 | 477             |
| 1810 | 503             |
| 1822 | 622             |
| 1834 | 737             |
| 1846 | 621             |
| 1858 | 578             |
| 1880 | 693             |
| 1890 | 682             |
| 1895 | 530             |
| 1900 | 522             |

| Jahr | Einwohner |
| ---- | --------- |
| 1910 | 494       |
| 1925 | 458       |
| 1939 | 417       |
| 1950 | 536       |
| 1960 | 445       |
| 1970 | 458       |
| 1980 | 510       |
| 1990 | 659       |
| 2000 | 783       |
| 2003 | 769       |
| 2006 | 794       |
| 2008 | 781       |
| 2015 | 769       |

## Geschichte
Schwalldorf wird um 1100 im Codex des Klosters Hirsau (Codex Hirsaugiensis) erstmals erwähnt. Im Codex wird zudem ein Adeliger mit Namen Fridericus de Swaldorf genannt. Die erste urkundliche Erwähnung des Ortes entstammt jedoch einer Schenkungsurkunde vom 7. Juli 1304. Der Vogt der Grafen von Hohenberg, Heinrich der Amman, beschenkte das Dominikanerinnen-Kloster Kirchberg mit einem Gut zu Schwalldorf. 2004 beging der Stadtteil aufgrund dessen sein 700-jähriges Jubiläum.
Man vermutet, dass der Ort dagegen viel älter ist. Aus der Wortendung „-dorf“ lässt sich eine Entstehung im 7. oder 8. Jahrhundert erahnen, zumal dies durch zahlreiche Grabungsfunde bestätigt wird. Die Urkunde vom 7. Juli 1304 ist jedoch der einzig anerkannte Beweis.
Im Jahre 1357 wird erstmals eine Kapelle erwähnt. Zur damaligen Zeit war Schwalldorf Filiale der Pfarrei Dettingen, welche der Johanniterkommende Hemmendorf angehörte. In einer Urkunde vom 28. August 1437, in welcher eine Kuratkaplanei errichtet wird, ist erstmals der Patron St. Andreas erwähnt. Im Jahr 1507 bekam Schwalldorf eine eigene Pfarrei. Die Kapelle wurde zur Pfarrkirche erhoben.
Der Ort gehörte von 1381 bis 1806 der Landschaft Niederhohenberg an. Mit dem Verkauf der Grafschaft Hohenberg, durch Rudolf III. von Hohenberg, kam der Ort 1381 an Vorderösterreich. Durch den Pressburger Frieden fiel der Ort 1805 mit der Grafschaft Hohenberg an Württemberg. 1807 wurde er dem neu gegründeten Oberamt Rottenburg zugewiesen. Rottenburg war auch Sitz eines österreichischen Oberamtes, bevor es zu Württemberg kam. Nach der Auflösung des Oberamts (Kreis Rottenburg) kam der Ort zum Landkreis Tübingen. Am 1. Januar 1972 wurde die bisher selbständige Gemeinde Schwalldorf in die Stadt Rottenburg am Neckar eingegliedert.

## Politik

### Schultheißen, Bürgermeister, Ortsvorsteher
In Schwalldorf gab es seit 1425 einen Schultheiß, der Vorsitzender des Dorfgerichtes war. Der Name des ersten Schultheißen ist nicht bekannt. Am 10. Juli 1470 wird Hans Gefrör als zweiter Schultheiß in einer Urkunde erstmals namentlich erwähnt.
| Jahr       | Schultheiß        |
| ---------- | ----------------- |
| 1425       | Nicht bekannt     |
| 1470       | Hans Gefrör       |
| 1472       | Hans Eckenweiler  |
| 1560, 1576 | Hans Linsenmann   |
| 1594       | Michael Herrmann  |
| 1637       | Johannes Miller   |
| 1658       | Martin Straub     |
| 1680       | Hans Flach        |
| 1721–1737  | Hans Jerg Flach   |
| 1738       | Adam Teufel       |
| 1757       | Ulrich Linsenmann |
| vor 1768   | Konrad Kauß       |

| Jahr      | Schultheiß          |
| --------- | ------------------- |
| 1768      | Jakob Mayer         |
| 1770      | Bernhard Flach      |
| 1791      | Stefan Zettel       |
| 1798      | Isidor Baum         |
| 1804–1807 | Josef Straub        |
| 1808–1817 | Thomas Straub       |
| 1817–1820 | Thomas Daub         |
| 1821–1841 | Jakob Flach         |
| 1841–1848 | Johannes Letzgus    |
| 1848–1860 | Johannes Linsenmann |
| 1860–1886 | Clemens Kienzle     |
| 1886–1917 | Zacharias Baur      |

Bürgermeister von 1917 bis 1972
Ab 1917 trug der Schultheiß den Titel Bürgermeister.
- 1917–1940: Lukas Jungel
- 1940–1945: Jakob U. Wiest (ohne Wahl)
- 1946–1972: Fabian Straub

Ortsvorsteher ab 1972
Mit Eingemeindung des Ortes in die Stadt Rottenburg am Neckar am 1. Januar 1972 wurde der Bürgermeister durch einen Ortsvorsteher abgelöst.
- 1972–1979: Fabian Straub
- 1980–1989: Adolf Straub
- 1989–2004: Ernst Rößner, Oberstaatsanwalt
- 2004–2019: Klaus Krajewski
- seit 2019: Daniela Steiger

### Ortschaftsrat
In Schwalldorf gab es mindestens seit dem 15. Jahrhundert ein Dorfgericht, das vom Schultheißen geführt wurde. Das Dorfgericht gilt als Vorläufer des späteren Gemeinderats. Die Namen der Gemeinderäte der ehemaligen Gemeinde Schwalldorf sind ab 1932 überliefert. Der Schwalldorfer Gemeinderat hatte in den Amtsperioden ab 1932 zwischen sechs und zehn Mitgliedern.
Durch die Eingemeindung des Ortes in die Stadt Rottenburg wurde der Gemeinderat durch einen Ortschaftsrat ersetzt, der seitdem aus sieben Mitgliedern besteht. Der Ortschaftsrat vertritt die Interessen der Bürger des Stadtteils gegenüber der Stadtverwaltung und dem Gemeinderat. Dabei tritt der Ortschaftsrat als Verwaltungsorgan auf. Der aktuelle Ortschaftsrat wurde bei den letzten Kommunalwahlen am 26. Mai 2019 gewählt. Alle aktuellen Mitglieder gehören der Wählervereinigung Bürgerliste Schwalldorf an.

### Wappen
Das Wappen des Ortes wurde 1952 angefertigt und von der Gemeinde eingeführt. Es zeigt eine heraldisch nach links fliegende blaue Schwalbe und eine blaue Turmschnecke getrennt durch einen blauen Wellenbalken, auf einem silbernen Schild. Die blaue Turmschnecke unterhalb des Wellenbalkens soll auf einen der zwei Siedlungskerne des Ortes hinweisen, den „Schneckenhof“. Der blaue Wellenbalken stellt eine große Wassermenge dar und deutet so die Entstehung des Ortsnamens von Schwalldorf, der sich nach einer Annahme von Schwalbrunnen ableiten soll. Eine andere Theorie wird mit der blauen Schwalbe oberhalb des Wellenbalkens vertreten.

## Kultur und Sehenswürdigkeiten

### Bauwerke

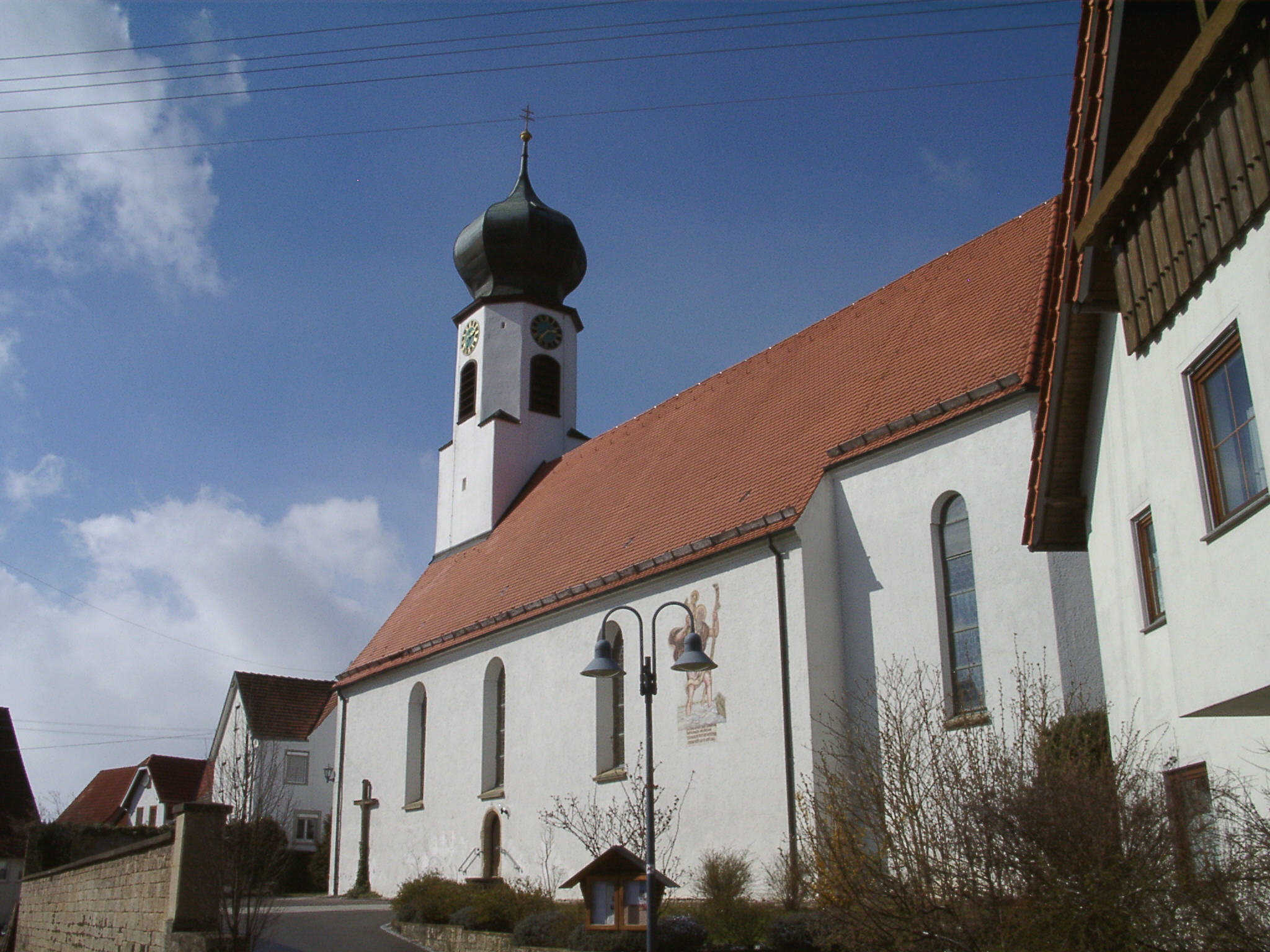
Pfarrkirche St. Andreas
Die heutige Pfarrkirche des Ortes wurde 1733 im Stil des Barock erbaut und ist dem Heiligen Andreas geweiht. Zuvor befand sich an dem Ort eine Kapelle, die 1357 erstmals erwähnt wurde und die gemäß einer Urkunde aus dem Jahr 1437 dem Heiligen Andreas geweiht war. Mit der Errichtung der Pfarrei im Jahr 1507 wurde diese Kapelle zur Pfarrkirche erhoben. Als diese Pfarrkirche für die wachsende Gemeinde zu klein wurde, entschloss man sich 1732 eine neue Pfarrkirche zu errichten.

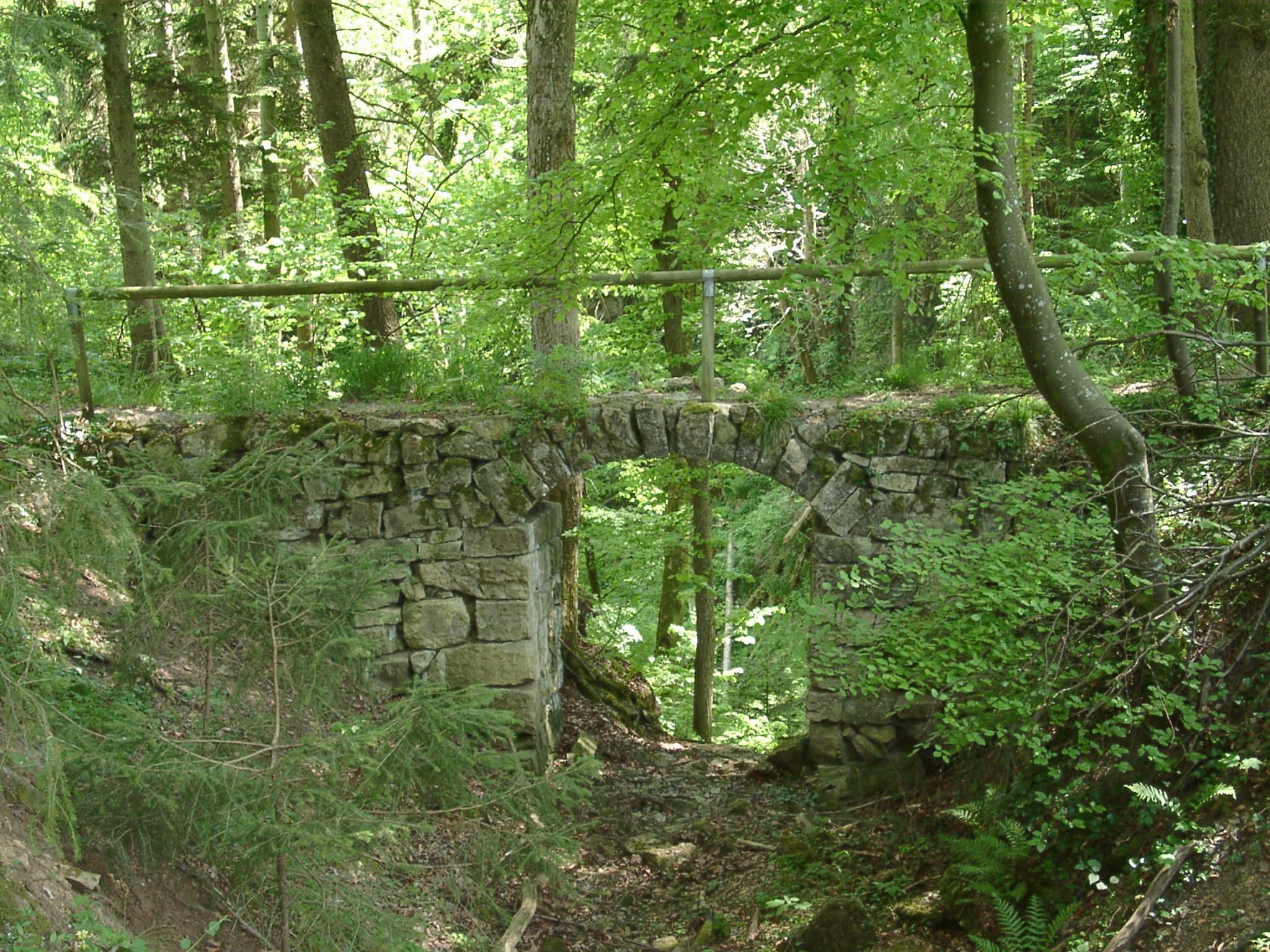
Alte Brücke bei der Wolfsschlucht

### Vereine und Einrichtungen
| Vereine - Liederkranz Schwalldorf 1892 e. V. - Schützenverein Schwalldorf 1928 e. V. - Sportverein Schwalldorf 1968 e. V. - Lumpenkapelle Schwalldorf 1977 - Narrenzunft Schwalldorf 1989 e. V. - Heimatverein Schwalldorf (2009) e. V. – Verein zur Pflege alten Brauchtums - Vesperverein Schwalldorf (2016) e. V. Erloschene Vereine und Einrichtungen Ehemalige Vereine und Einrichtungen in Schwalldorf, die aufgelöst wurden: - 1886–1937: Kriegerverein Schwalldorf 1886 - 1908–1965: Spar- und Darlehenskasse Schwalldorf - 1923–1963: Dreschgenossenschaft Schwalldorf - 1930–1970: Viehversicherungsverein - 1934–1978: Milchverwertungsgenossenschaft - 1956: Flurbereinigungs-Teilnehmerschaft - 1997–2007: Kulturverein „Treffpunkt Schule“ in Schwalldorf e. V. | Einrichtungen - Freiwillige Feuerwehr Schwalldorf (1886) - Katholische Kirchengemeinde Schwalldorf - Kirchenchor Schwalldorf - Kath. öffentliche Bücherei Schwalldorf - Kirchengemeindehaus St. Franziskus - Kath. Kindergarten St. Andreas - Grundschule Schwalldorf-Frommenhausen - Jugendraum Schwalldorf - Dorfstüble Schwalldorf |

### Regelmäßige Veranstaltungen
- Schwäbisch-alemannische Fastnacht: Die Fasnet hat im Raum Rottenburg einen großen Stellenwert. In Rottenburg wird bereits Anfang des 15. Jahrhunderts eine „Vassnacht“ erwähnt. Im katholischen Rottenburg und seiner Umgebung ist das närrische Treiben Tradition. 1984 wurde in Schwalldorf die erste Fasnetsgruppe gegründet, die Elbenlocher Hexen; 1989 wurde dann die Narrenzunft aus der Taufe gehoben. Die Fasnetssaison beginnt offiziell am 6. Januar mit dem traditionellen Maskenabstauben. Die Fleggafasnet mit Umzug durchs Dorf findet am Samstag vor der Hauptfasnet statt, eine Woche vor der Hochsaison in Rottenburg. In den letzten Jahren nahmen über 1000 Hästräger am örtlichen Umzug teil.
- Zwiebelbeetenfest: Am letzten Wochenende der Sommerferien in Baden-Württemberg veranstalten die örtlichen Vereine das Zwiebelbeetenfest. Zwiebelbeet ist die lokale Bezeichnung für Zwiebelkuchen. Es ist eine kleine beschauliche „Hockete“ im Ortskern. Das Zwiebelbeetenfest besteht seit 1986 und hat sich als Dorffest etabliert.

### Schwalldorfer Heimatlied
- Pfarrer Franz Egger war von 1935 bis 1944 Pfarrer in Schwalldorf und hat während dieser Zeit das Schwalldorfer Heimatlied geschrieben.[8]

## Infrastruktur
Schwalldorf liegt abgelegen und fernab großer Verkehrswege. Anders als in anderen Rottenburger Stadtteilen konnte in Schwalldorf kein großer Anstieg der Einwohnerzahl verzeichnet werden.

### Verkehr
Die Kreisstraße 6943 (früher Landesstraße 392) führt entweder von Bad Niedernau (aus Richtung Rottenburg) oder von Frommenhausen in den Ort. Die Straße verbindet die Landesstraßen 370 und 392. Sie mündet in Frommenhausen in die L 392 und kurz vor Bad Niedernau in die L 370. Das Verkehrsaufkommen ist gering, wodurch eine geringe Lärmbelästigung gewährleistet ist.

### Öffentlicher Nahverkehr
Im Öffentlichen Nahverkehr verkehren tagsüber Busse der Linie 7626 zwischen Rottenburg am Neckar und Eyach, sowie vereinzelte Fahrten der Ergänzungslinie 7623A zwischen Schwalldorf und Hirrlingen. Der Ort liegt in der Wabe 112 des Verkehrsverbundes Neckar-Alb-Donau (Naldo). Die Linien 7626 und 7623A sind Teil des Linienbündels West 1 des Landkreises Tübingen und werden seit dem 1. Januar 2018 vom Busunternehmen Edel GmbH & Co. KG aus Rottenburg im Auftrag des Landkreises Tübingen befahren.

#### Linie 7626
Auf der Linie 7626 verkehren von 5 Uhr morgens bis 20:30 Uhr abends Niederflurbusse nach Rottenburg und in umgekehrter Richtung von etwa 5 Uhr morgens bis kurz nach 19 Uhr von Rottenburg aus in den Ort. Die Linienbusse verkehren nach keinem einheitlichen Takt. In den Morgenstunden von 5 Uhr bis etwa 9 Uhr (Hauptverkehrszeit) besteht annähernd eine halbstündliche Verbindung nach Rottenburg mit einzelnen Verstärkerfahrten im Schülerverkehr. Umgekehrt besteht von 12 Uhr bis kurz vor halb sieben Uhr abends (Hauptverkehrszeit) eine annähernd halbstündliche Verbindung von Rottenburg aus in den Ort. Ansonsten verkehren die Linienbusse morgens von Rottenburg in den Ort annähernd stündlich und nachmittags von in Richtung Rottenburg annähernd stündlich.
Am Samstag verkehrt die Linie 7626 tagsüber stündlich. Vom Ort aus in die Kernstadt Rottenburg fahren die Busse von etwa halb acht Uhr morgens bis halb sieben abends. Von der Stadt in den Ort verkehrt die Linie samstags von kurz vor halb acht Uhr morgens bis kurz vor halb sechs Uhr abends.

#### Anrufsammeltaxi
Von Montag bis Samstag in den Abend- und Nachtstunden, sowie an Sonn- und Feiertagen wird im Raum Rottenburg nahezu stündlich ein Anmeldeverkehr angeboten. Dabei werden mehrere Linien gebündelt. In Bezug auf Schwalldorf werden in der Regel die Fahrten der Linien 7623 (Rottenburg-Hirrlingen), 7626 (Rottenburg-Schwalldorf-Eyach) und 7629 (Rottenburg-Börstingen-Eyach) gebündelt (südwestlicher Landkreis). Der Fahrtverlauf des Anrufsammeltaxis ändert sich je nach Wohnort der Fahrgäste. Daher schwankt die Fahrtzeit zwischen Schwalldorf und Rottenburg im Anmeldeverkehr je nach Fahrtroute zwischen 10 und 40 Minuten. Die Anmeldefahrten verkehren nach Bedarf zu einer festen Zeit, müssen jedoch mindestens 60 Minuten vorher angemeldet werden. Die Anmeldefahrten werden vom Verkehrsunternehmen Sailer Reisen GmbH & Co. KG aus Rottenburg im Auftrag des Landkreises Tübingen durchgeführt.

#### Bahn
Durch den Nachbarort Bieringen im Neckartal verläuft die Bahnstrecke Plochingen–Immendingen. Gegenüber dem dortigen Bahnhof führt ein asphaltierter etwa anderthalb Kilometer langer Weg, die Bieringer Steige, durch den Wald hoch nach Schwalldorf. Der Weg ist für den land- und forstwirtschaftlichen Verkehr freigegeben und wird im Winter nicht geräumt.

### Telekommunikation
Seit Ende 2010 verfügt der Ort über VDSL mit einer möglichen Downstream-Rate von bis zu 50 Mbit/s. Der Internetnutzung war bis zu einer Netzänderung nur mit Modem oder ISDN möglich. Nach der Netzänderung war DSL Light (384 kbit/s) in einigen Straßen verfügbar. Eine schnellere Internetverbindung war aufgrund alter Kabel nicht möglich. Eine Erneuerung der Kabel wurde von der Deutschen Telekom aufgrund geringer Rentabilität abgelehnt.
Von einer langsamen Internetverbindung sind mehrere Rottenburger Teilorte betroffen. Im Juli 2008 wurde in Bieringen, einem Nachbarort, eine Bürgerinitiative gegründet. Das Ziel der Bürgerinitiative war eine schnellere Internetverbindung durch Funkübertragung zu erreichen. Dazu hätte ein Funkmast auf der Hochfläche in der Nähe des Sportplatzes von Schwalldorf errichtet werden müssen. Es wurden Unterschriften gesammelt. Das Vorhaben wurde jedoch bereits im August 2008 aufgegeben, da die Stadtverwaltung eine Öffentliche Ausschreibung bekannt gab. Im Herbst 2009 erlitt die Initiative für eine schnellere Internetverbindung jedoch einen Rückschlag, da die Telekom den Vertrag zum Ausbau auflöste. Die Stadt musste daraufhin einen neuen Anbieter suchen.
Im Jahr 2010 wurde schließlich ein Glasfaserkabel in den Ort verlegt. Seit Ende 2010 ist im Ort kabelgebundenes VDSL mit einer Geschwindigkeit von bis zu 50 Mbit/s verfügbar. Den Zuschlag für die DSL-Versorgung erhielt der Stuttgarter Telekommunikationsdienstleister NeckarCom, ein Tochterunternehmen der EnBW.

### Wasserversorgung
In früherer Zeit wurde der Ort durch Wasser aus örtlichen Brunnen versorgt. Da es bei dieser Art der Versorgung immer wieder zu Problemen kam, schlossen sich die Gemeinden Schwalldorf, Frommenhausen und Wachendorf im Jahr 1907 zusammen und gründeten den Zweckverband Starzel-Wasserversorgungsgruppe. Zu dessen Sitz wurde Frommenhausen bestimmt. Fünf Jahre später, 1912, trat Bad Niedernau dem Zweckverband bei. Das Wasser kommt aus zwei Karstquellen links der Starzel. Mit der Eingemeindung der Gemeinden Bad Niedernau, Schwalldorf und Frommenhausen in die Stadt Rottenburg, wurde die Starzel-Wasserversorgungsgruppe in die Stadtwerke Rottenburg integriert. Seit dem Jahr 2004 werden die Orte des Zweckverbandes von den Stadtwerken Rottenburg zusätzlich mit Wasser aus der Bronnbachquelle versorgt. Die Wasserhärte ist weich. Sie beträgt 2,48 Millimol Calciumcarbonat je Liter. Dies entspricht 13,9 °dH (Grad deutscher Härte).

### Bildung
Seit 1995 verfügt der Ort über eine einzügige Grundschule (Grundschule Schwalldorf-Frommenhausen). Weiterführende Schulen finden sich in Rottenburg.

## Persönlichkeiten

### Söhne und Töchter des Ortes
- Michael Mayer (1833–1892), Bildhauer
- Lukas Jungel (1886–1940), Bürgermeister, Opfer des Nationalsozialismus

### Persönlichkeiten, die vor Ort gewirkt haben
- Franz Egger (1882–1945), Pfarrer, Opfer des Nationalsozialismus